# Kupetinci
Kupetinci – wieś w Słowenii, w gminie Sveti Jurij ob Ščavnici. 1 stycznia 2017 liczyła 65 mieszkańców.